# Klein Gleidingen
Klein Gleidingen ist ein Ortsteil der Gemeinde Vechelde im Landkreis Peine in Niedersachsen.

## Lage und Nachbarorte
Klein Gleidingen liegt an der Bundesstraße 1 zwischen Braunschweig und Vechelde.
| Vechelade  | Wedtlenstedt                                | Lamme (Braunschweig)     |
| Denstorf   | Kompassrose, die auf Nachbargemeinden zeigt | Lehndorf (Braunschweig)  |
| Sonnenberg | Groß Gleidingen                             | Timmerlah (Braunschweig) |

## Geschichte

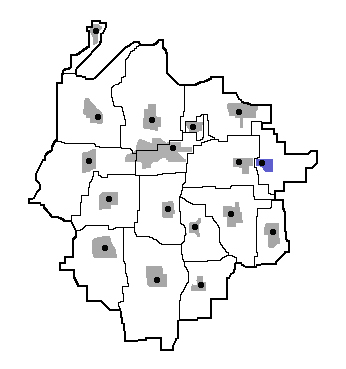
Lage von Klein Gleidingen in der Gemeinde Vechelde

Erste namentliche Nennung findet Klein Gleidingen in einem Güterverzeichnis des Klosters Fulda aus dem 9. Jahrhundert. Erwähnt wird darin die Schenkung eines gewissen Odiltag und seiner Gattin Wentelsuvint an das Kloster Fulda um das Jahr 780. Dort werden 20 Güter des Liergaus genannt, darunter Gledingen, wahrscheinlich Klein Gleidingen.
Um 1440 wurde Klein Gleidingen mit weiteren zehn Dörfern des Fürstentums Braunschweig-Wolfenbüttel zum Verwaltungs- und Gerichtsbezirk „Amt Eich“ oder auch „Zur Eiche“ zusammengefasst. Das Amt umfasste das Gebiet westlich der Stadt Braunschweig, von der Braunschweiger Landwehr bis etwa zum Flüsschen Aue. Im Jahr 1501 verpfändete Herzog Heinrich I., genannt der Ältere, die Dörfer des Amts an die Stadt Braunschweig, unter deren Verwaltung sie bis 1671 blieben, als die Epoche der unabhängigen Stadt Braunschweig durch Rückeroberung der Fürsten von Braunschweig-Wolfenbüttel beendet wurde.
Im Jahr 1802 hatte Klein Gleidingen 110 Einwohner in 13 Feuerstellen. Mit dem Fürstentum Braunschweig-Wolfenbüttel wurde der Ort 1807 in das von Napoleon geschaffene Königreich Westphalen eingegliedert. Nach dessen Auflösung im Jahr 1813, gehörte der Ort bis 1918 zum Herzogtum Braunschweig.
Klein Gleidingens Zuordnung zum Landkreis Braunschweig endete am 1. März 1974 im Zuge der Gebietsreform Niedersachsens. Seitdem gehört der Ort zur Gemeinde Vechelde.

## Dorfbild und Ortsentwicklung
Klein Gleidingen war bis in die zweite Hälfte des 20. Jahrhunderts ein landwirtschaftlich geprägtes Dorf. Das alte Dorfbild wird vorwiegend von mitteldeutschen Dreiseithöfen bestimmt. In der Erwerbsstruktur hat die Landwirtschaft heute nur noch eine geringe Bedeutung. Viele Bewohner des Dorfes gehen ihrem Erwerb hauptsächlich im Oberzentrum Braunschweig oder dem nahe gelegenen Industriegebiet im Raum Salzgitter nach.
Ursprünglich war der Ort ein Straßendorf. Im Verlauf seiner Entwicklungsgeschichte wuchs der Ort zum heutigen Haufendorf heran. In den vergangenen Jahrzehnten erweiterte sich der Ort nach Norden und Westen durch Eigenheime und Siedlungshäuser und schließt damit an die Nachbarortschaft Denstorf an, ohne erkennbare Ortsgrenzen.
Am südöstlichen Dorfrand entsteht seit 2007 das Neubaugebiet Heinrichshöhe. Durch die Form eines Rundlingsdorfs – die Grundstücke sind um einen zentralen Dorfplatz gruppiert – entsteht eine parkähnliche Wohnlandschaft.

### Landschaftsschutzgebiete
Das Gleidinger Holz ist seit 1974 Landschaftsschutzgebiet, gemeinsam mit dem angrenzenden Timmerlaher Busch.

## Politik

### Ortsrat
Der Ortsrat Denstorf/Klein Gleidingen setzt sich aus neun Ratsfrauen und Ratsherren zusammen.
|      | SPD | CDU | Grüne | Gesamt  |
| 2021 | 3   | 4   | 2     | 9 Sitze |
| 2016 | 3   | 4   | 2     | 9 Sitze |
| 2011 | 5   | 4   | -     | 9 Sitze |
| 2006 | 4   | 5   | -     | 9 Sitze |

### Ortsbürgermeister
Ortsbürgermeister ist Enrico Jahn (CDU).

### Wappen
Das Wappen zeigt auf einem blauen Schild in der oberen linken Ecke die Farben des Wappens des Klosters Fulda (schwarzes Kreuz auf silbernem Grund), zu dessen Besitz die Ortschaft in den Jahren 780 bis 820 gehörte. Im Zentrum des Wappens befindet sich der goldene Kopf eines Steinbocks. Dieser entstammt dem Wappen der Familie von Wallmoden, die neben anderen Adelsfamilien im Ort einen Edelhof, als gräflich schaumburgisches Lehen besaßen. Die Farbgebung Blau-Gold erinnert an die Zugehörigkeit zum ehemaligen Landkreis Braunschweig.
Das Wappen wurde am 9. September 1981 vom Ortsrat angenommen, der Entwurf stammt von Arnold Rabbow.